# 他威越他那縣
他威越他那縣是泰國首都曼谷轄下的50個區之一。

## 概述
他威越他那縣總面積為50.219平方公里。根據泰國官方於2017年所做的人口普查數據顯示：居住於他威越他那縣的總人口數量為78187人。他威越他那縣的人口密度為每平方公里1,556.92人。
他威越他那縣以他威越他那運河命名，他威越他那運河是一條非常長的運河，大致從西北向東南穿過他威越他那縣。
他威越他那縣於1998年3月6日成為一個獨立的縣。